# Granja Sant Martí
La Granja Sant Martí és una granja porcina de Centelles (Barcelona) amb diversos reconeixements.
Va iniciar la seva activitat l'any 1994 i el 2015 comptava amb un cens de 1.200 reproductores. Va començar com a cicle tancat, canviant el seu sistema de producció el 2002 i reorganitzant-se cap a granja de reproductores i garrins fins a 6 quilos (Fase I). Les naus de Granja Sant Martí estan condicionades ambientalment i adaptades al sistema d'allotjament en grups de les truges gestants i sistema d'alimentació mitjançant màquines electròniques d'identificació individual. Es tracta d'una granja que des dels seus inicis ha estat i es manté PRRS negativa.
El 2015 la granja Sant Martí va aconseguir, per segon any consecutiu, el Porc d'Or amb Diamant, màxim guardó de la cita, i que ha lliurat el conseller Jordi Ciuraneta, i el premi a la Màxima Productivitat. La granja, de l'empresa Pinsos Grau SA i situada a Sant Martí de Centelles (Barcelona), ha batut el seu propi rècord. Així, amb 35,82 garrins deslletats per truja i any, supera els 34,78 que va assolir en la passada edició. El jurat ha destacat la seva extraordinària eficiència productiva i nivell sanitari. El 2017 va guanyar el Porc d'Or a la màxima productivitat per quart any consecutiu, amb 37,86 garrins deslletats per truja i any.